# Come On in My Kitchen
Come On in My Kitchen ist ein Deltablues-Song des amerikanischen Gitarristen Robert Johnson. Das Stück wurde 1937 auf dem Label Vocalion Records (Nr. 03563) veröffentlicht. Die Aufnahme entstand am 23. November 1936 im Gunter Hotel in San Antonio (Texas) bei der ersten Aufnahmesession von Robert Johnson. Neben der veröffentlichten Aufnahme gibt es eine zweite Version, die etwas langsamer (Laufzeit: Zwei Minuten 35 Sekunden) ist und zehn zusätzliche Textzeilen enthält.

## Allgemeines
Der Song basiert zum einen auf dem Stück Things ’Bout Coming My Way von Tampa Red aus dem Jahr 1931 und zum anderen auf dem Stück  Sitting on Top of the World der Mississippi Sheiks aus dem Jahr 1930.
Besonders beim zweiten Take des Songs variierte Johnson den Text wesentlich. Die subtile Änderung von Pronomen und die Umstellung der Strophen ändern den Inhalt des Songs grundsätzlich.
Die Originalaufnahme wurde im Gegensatz zu anderen Stücken von Johnson von seinen Zeitgenossen nicht aufgegriffen. Erst die Veröffentlichung des Songs auf dem Kompilationsalbum King of the Delta Blues Singers zu Beginn der 1960er-Jahre machte die Komposition und Johnsons Musik im Allgemeinen wieder bekannt. Besonders die britischen Musiker dieser Zeit verehrten Johnsons Musik. Eric Clapton bezeichnete Johnson als den wichtigsten Bluesmusiker, der je gelebt hat. Der Song wurde 1989 in die Blues Hall of Fame aufgenommen.

## Coverversionen
Come On in My Kitchen wurde von zahlreichen Künstlern neu aufgenommen. Coverversionen gibt es unter anderem von
Paul Geremia, John Renbourn, der Steve Miller Band, Paul Williams & Friends, der David Bromberg Band, John Hammond, Guitar Slim, Rory Block, Cassandra Wilson, Keb’ Mo’, Sammy Vomáčka, der Climax Blues Band und Eric Clapton.